# Digonocryptus sutor
Digonocryptus sutor är en stekelart som först beskrevs av Fabricius 1804.  Digonocryptus sutor ingår i släktet Digonocryptus och familjen brokparasitsteklar. Inga underarter finns listade i Catalogue of Life.